# Gare de Tachita
La gare de Tachita (館田駅, Tachita-eki) est une gare ferroviaire de la ville de Hirakawa, dans la préfecture d'Aomori au Japon. Elle est exploitée par la société Kōnan Railway et est desservie par la Ligne Kōnan.

## Situation ferroviaire
La gare de Tachita est située dans le nord-ouest de la ville de Hirakawa, au point kilométrique (PK) 5.2 de la ligne Kōnan.

## Histoire
La gare de Tachita est ouverte aux voyageurs le 7 septembre 1927.

## Service des voyageurs

### Accueil
La station de Tachita dispose d'un abri et d'un bâtiment pour voyageurs.

### Ligne ferroviaire
- Kōnan Railway
  - Ligne Kōnan

### Disposition des quais
- Cette gare dispose d'un quai latéral et de deux voies.

| N° de voie | Ligne | Direction |
| ---------- | ----- | --------- |
| 1          | Kōnan | Hirosaki  |
| 2          | Kōnan | Kuroishi  |

### Desserte
| Kōnan Railway      |             |             |             |                    |
| Direction Hirosaki | Ligne Kōnan | Ligne Kōnan | Ligne Kōnan | Direction Kuroishi |
| Nisato             |             | -           |             | Hiraka             |

## Accidents
Le 25 août 1997, deux trains entrent en collision en gare de Tachita. L'accident ne fait que des dommages matériels.